# Родни Антуи
Родни Акуа Антуи (на нидерландски: Rodney Aqua Antwi) е нидерландски футболист, който играе на поста ляво крило.

## Кариера
На 1 юли 2019 г. Антуи става част от отбора на Царско село. Дебютира на 13 юли при загубата с 2:0 като гост на Лудогорец.
На 19 септември 2022 г. Родни подписва със Спартак (Варна). Прави дебюта си на 30 септември при равенството 1:1 като гост на Септември (София).